# Thomas Qvarsebo

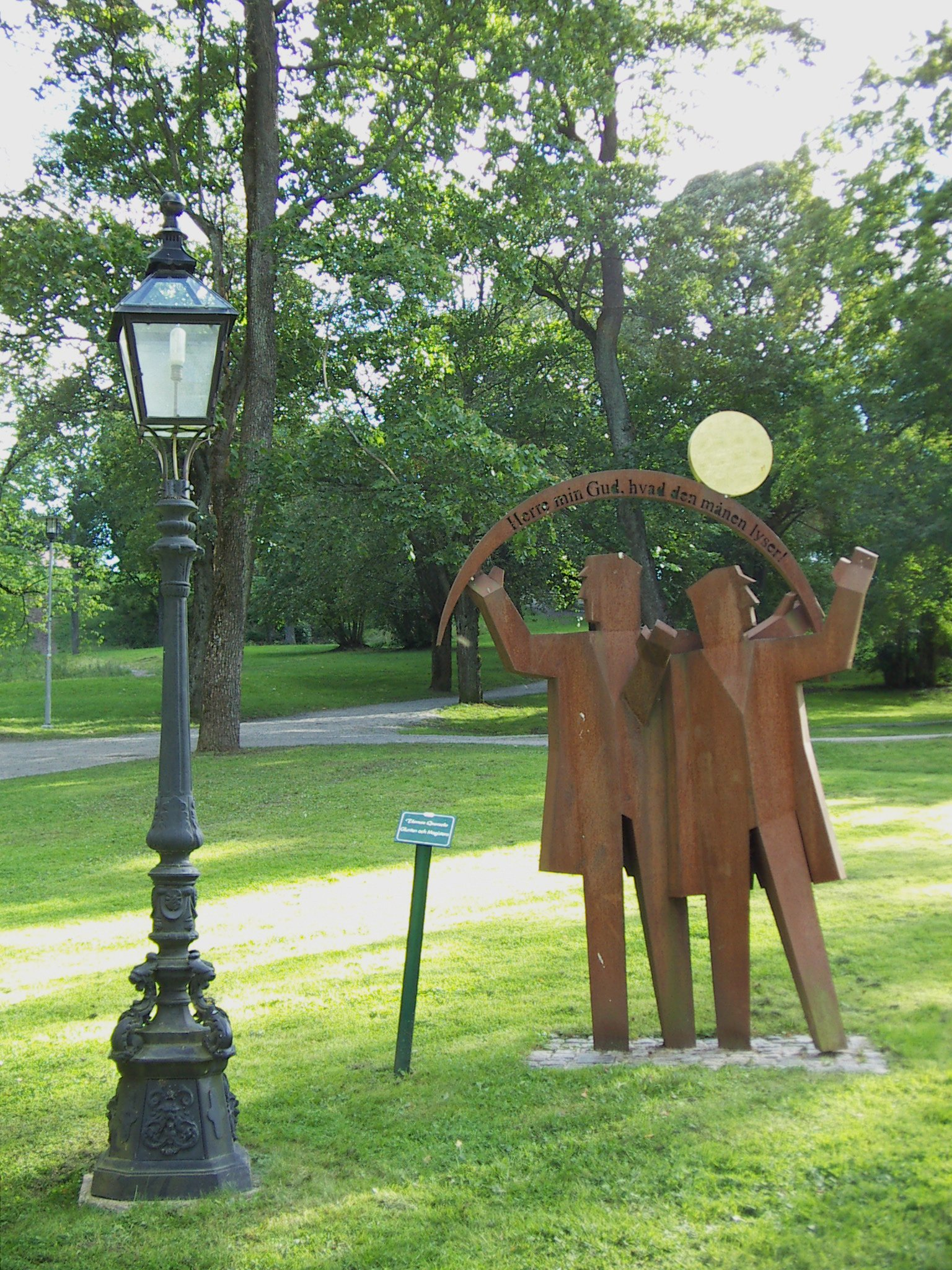
Glunten och Magistern, Carolinabacken i Uppsala.

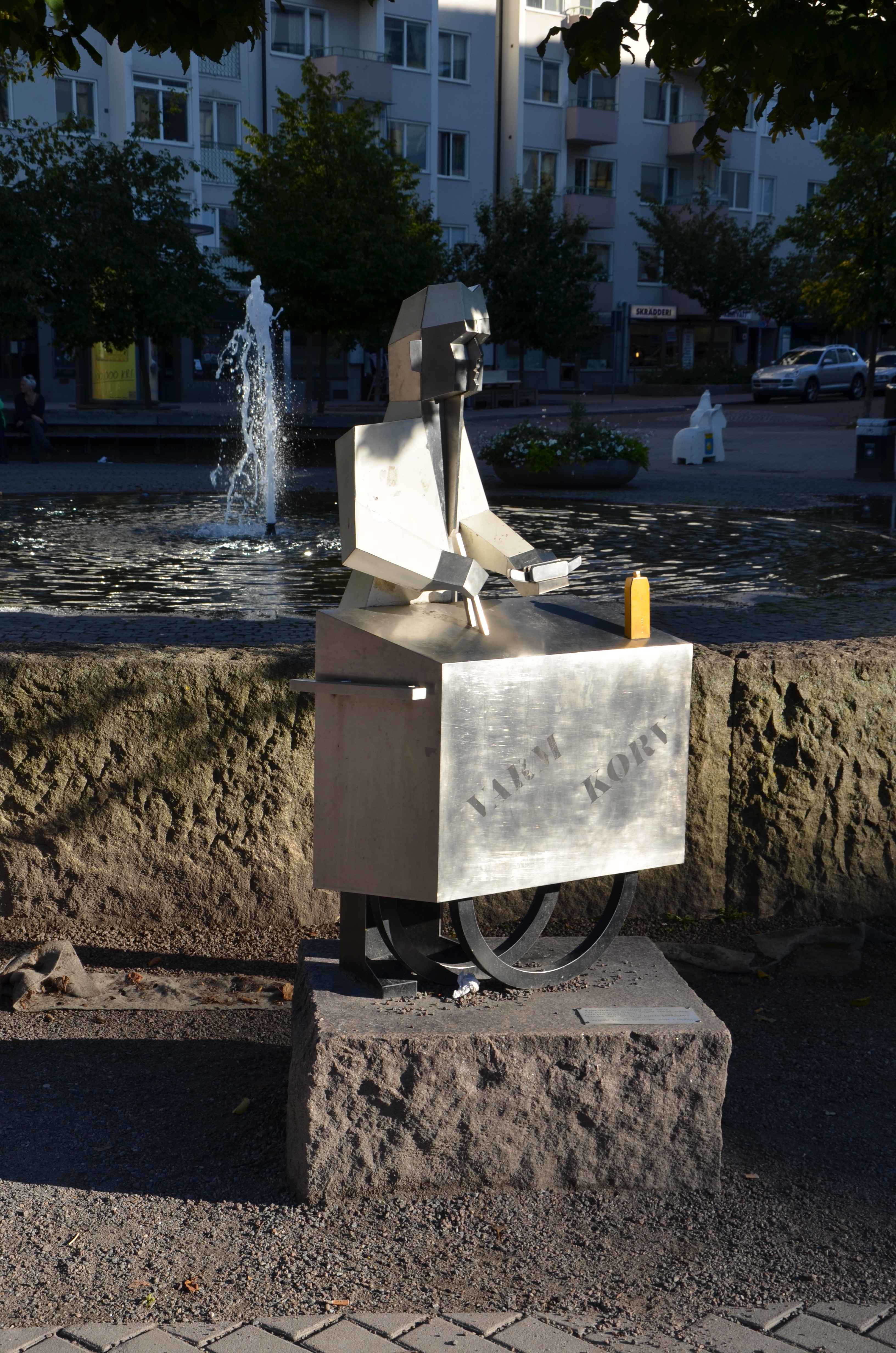
Korv-Ingvar på busstorget i Solna Centrum.

Thomas Alex Qvarsebo, född 4 januari 1947 i Stockholm, är en svensk skulptör.
Han utbildade sig vid Kungliga Konsthögskolan i Stockholm 1971–1976.
Qvarsebo har skapat mycket offentlig konst på flera platser i Sverige, och flera verk finns i Stockholms län.
Han är son till dansaren och koreografen Per-Arne Qvarsebo och dansaren och pedagogen Ann-Marie Qvarsebo samt bror till konstnären Michael Qvarsebo. Thomas Qvarsebo är bosatt i Stockholm och gift med skulptören Lena Lervik.
Under påsken 2025 blev hans skulptur "Pojke med gäss" i Slottsparken i Malmö utsatt för vandalisering, och tre av de fyra figurerna i verket blev stulna. 

## Offentliga verk i urval
- Flöjtspelare, brons, 1986, Upplands Bro
- Tyngdlyftare, brons, 1987, Kalmars sporthall
- Flöjtspelare, brons, 1988, i Minneslunden på Södra kyrkogården, Kalmar
- Resenärer, brons, 1989, Hässelby torg i Stockholm
- Demonstrationståget, brons, 1990, Oskarströms torg
- Staty över Olof Palme, brons, 1992, Sveriges riksdag Stockholm och Folkets Hus i Motala
- Minnesmärke över Olof Palme, brons, 1993, Folkets park i Nyköping
- Staty över Lennart Hyland, brons, 1995, tidigare vid entrén till Sveriges Televisions huvudkontor i Stockholm, numera i parken till Radiohuset, samt 2000 på Torget i Tranås
- Staty över Dan Andersson, kopparplåt, 1997, Ludvika
- Glunten och Magistern, cortenstål, 1998, Carolinabacken i Uppsala
- Vägen genom A (porträtt av Alf Henrikson), cortenstål, 1998, Esplanaden i Huskvarna
- JAS-minnet, rostfritt stål, 1994, Långholmen i Stockholm
- Tranor, rostfritt stål, 1997, infart till Tranås
- Dansande par, stål, 1998, Landstingshusets park, Stockholm
- Staty över Nathan Söderblom, 2001, Rådhusparken i Söderhamn
- Korv-Ingvar, 2001, busstorget vid Solna Centrum
- Ferlin steppar, cortenstål, 2002, Stora torget i Karlstad
- Staty över Greta Garbo, rostfritt stål, 2005, Filmstaden i Sundbyberg och Greta Garbos torg i Stockholm
- Forsbåt, som votivskepp i Jukkasjärvi kyrka
- EWK, i parken på Fullersta gård, Huddinge kommun

## Bildgalleri

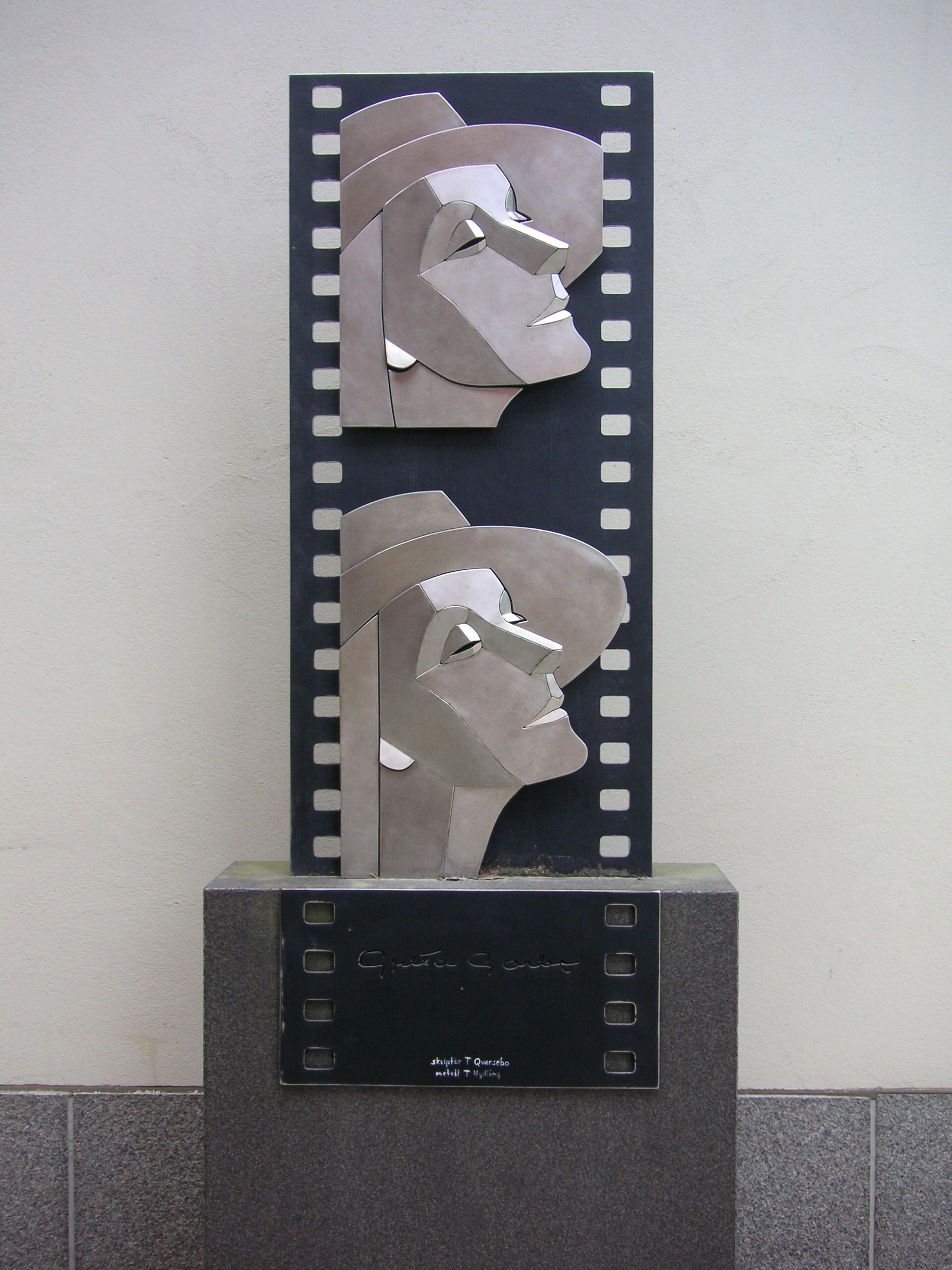
Greta Garbo i Filmstaden, Solna
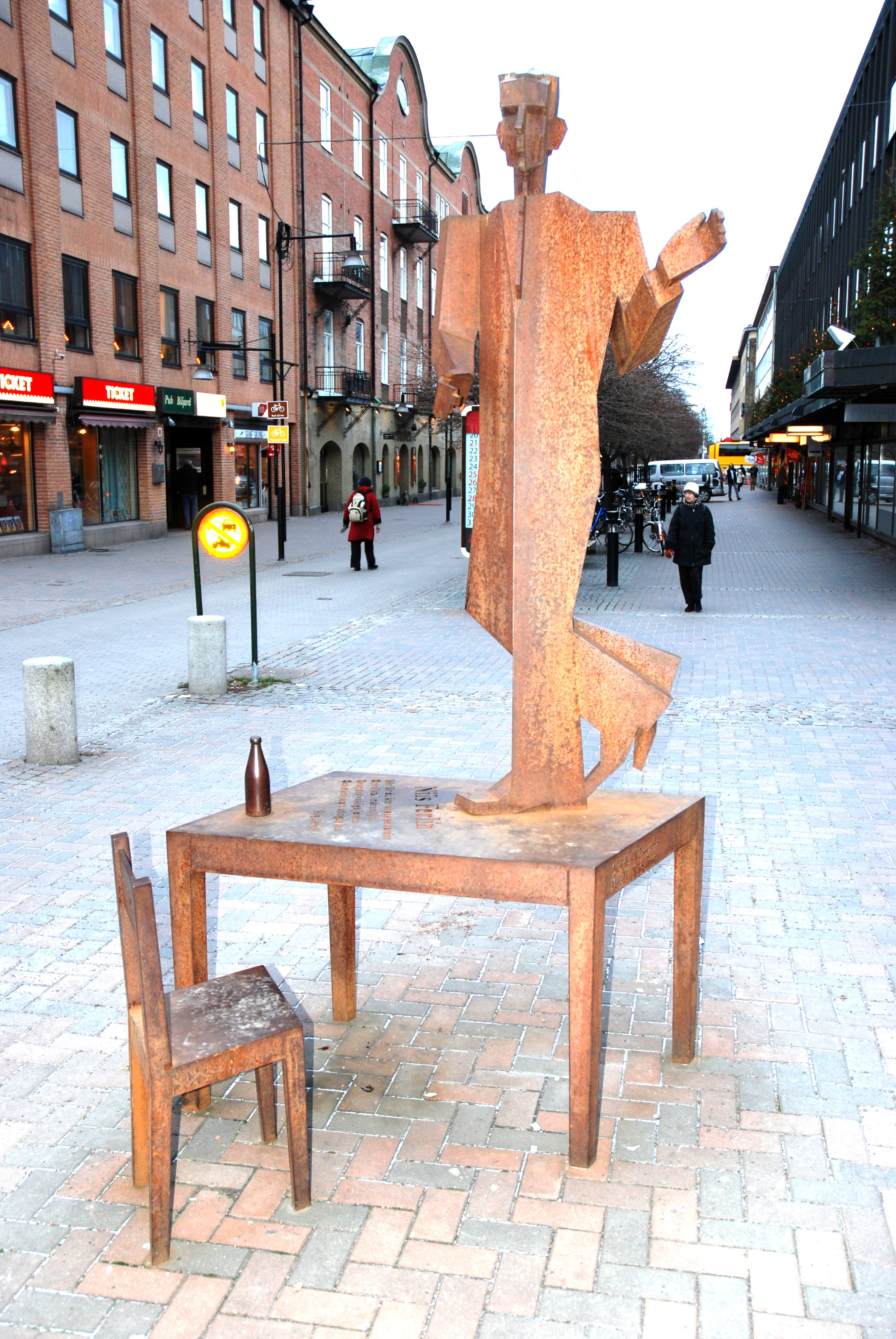
Nils Ferlin, på Stora Torget i Karlstad
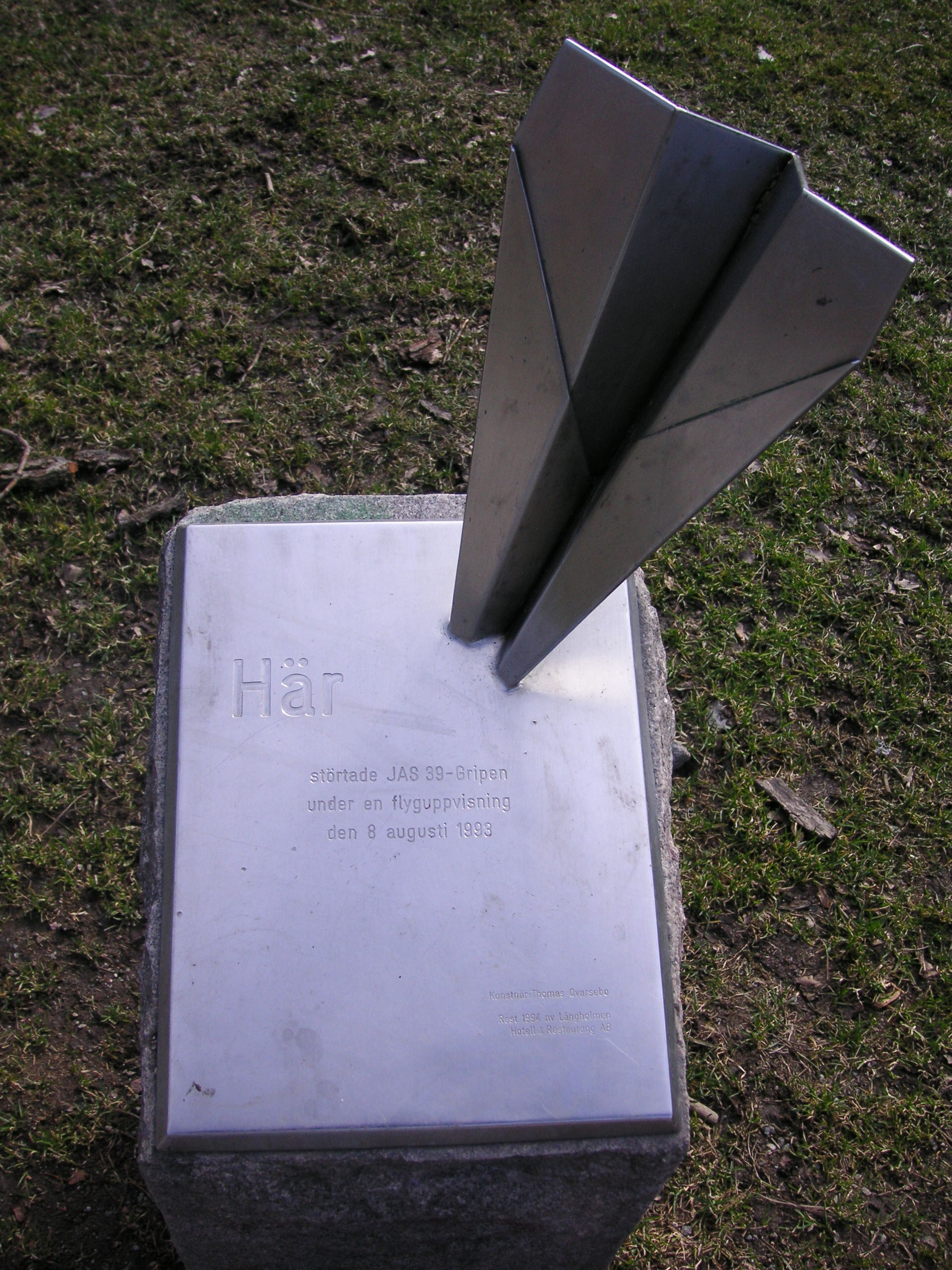
JAS-minnet, på Långholmen i Stockholm
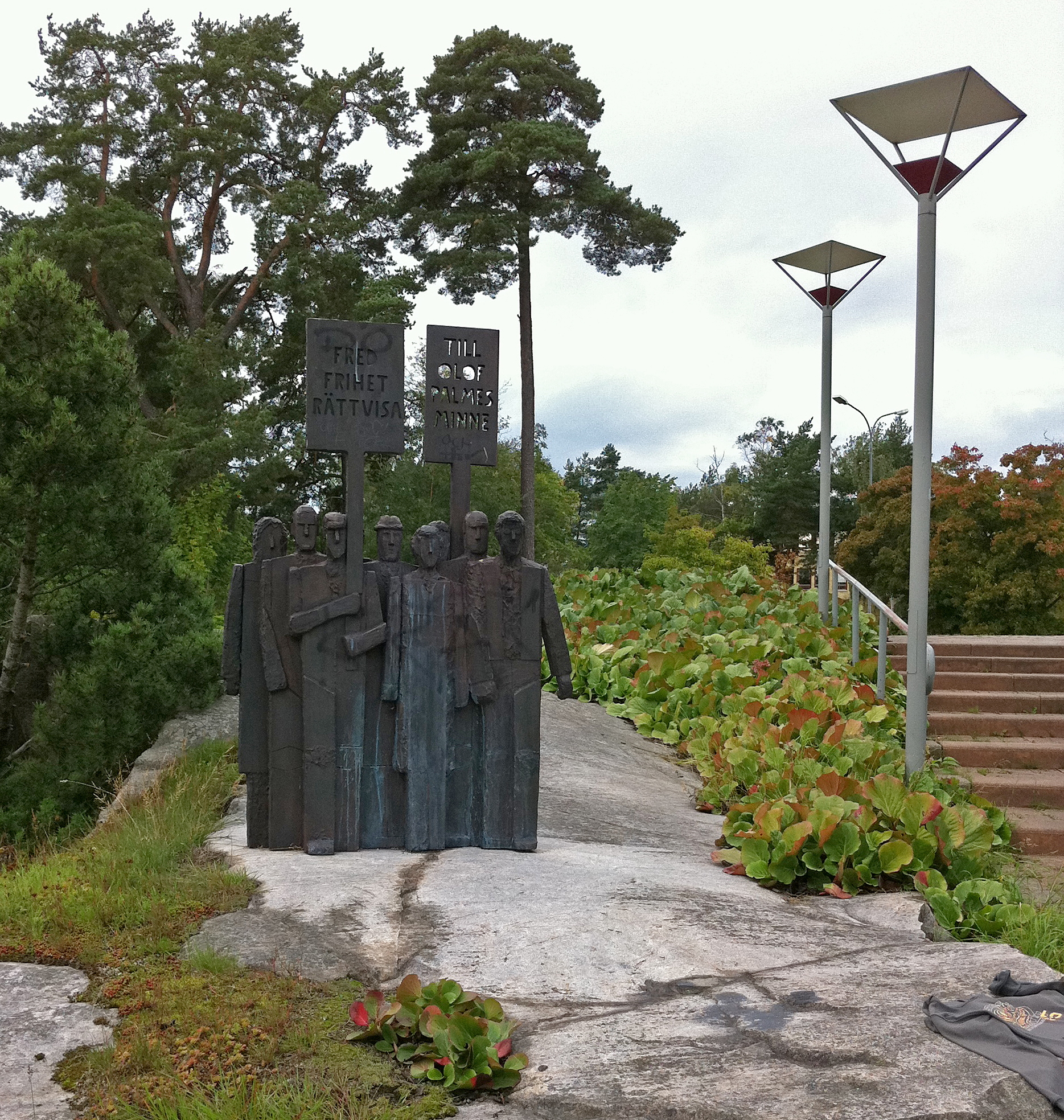
Minnesmärke över Olof Palme i Folkets Park i Nyköping
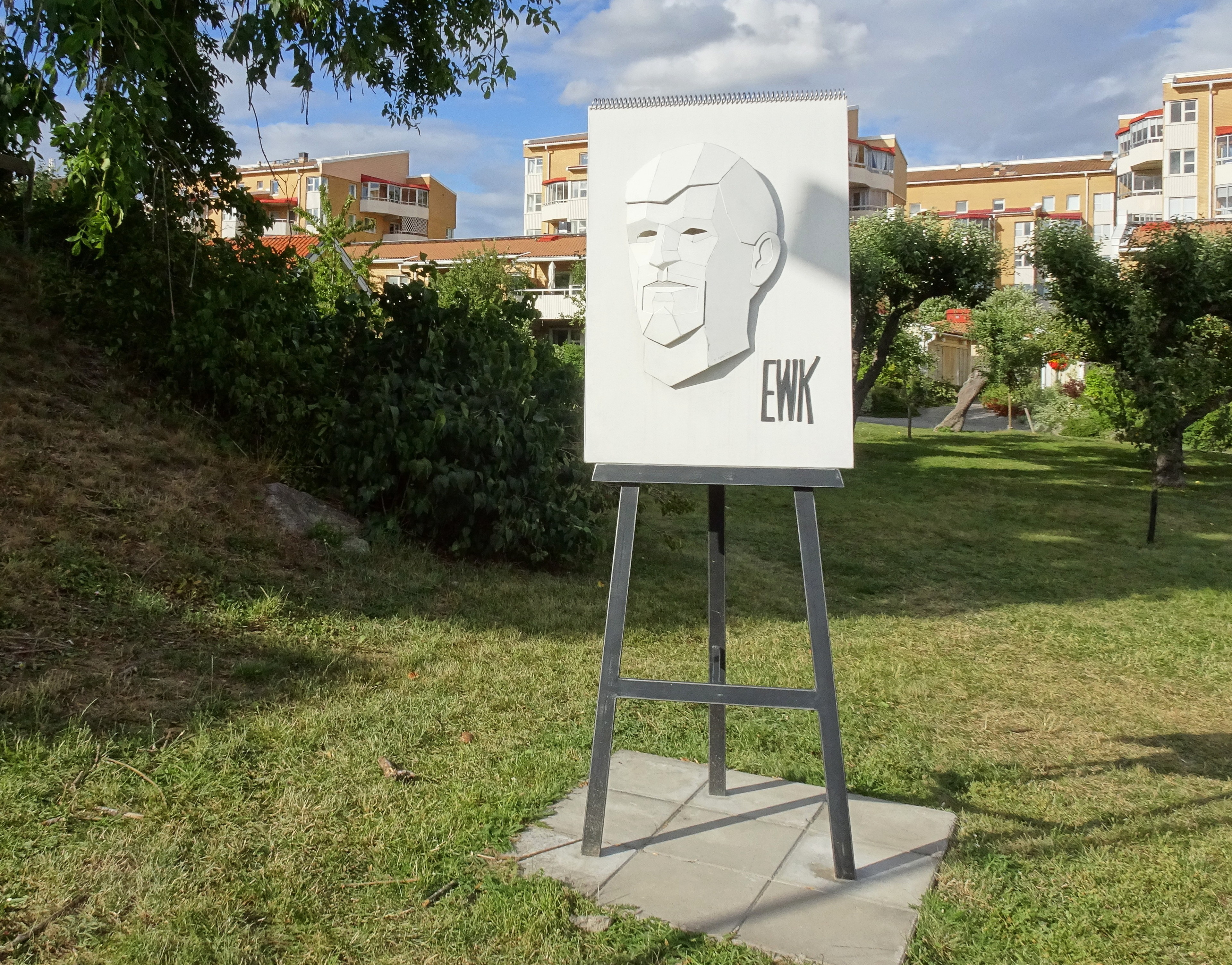
Qvarsebos skulptur visande EWK i parken på Fullersta gård